# Fontainea subpapuana
Fontainea subpapuana är en törelväxtart som beskrevs av Paul Irwin Forster. Fontainea subpapuana ingår i släktet Fontainea och familjen törelväxter.
Artens utbredningsområde är Papua Nya Guinea. Inga underarter finns listade i Catalogue of Life.